# Inspiration
Inspiration е албум на китариста Ингви Малмстийн. Издаден е през 1996 г. и съдържа изцяло кавър версии на различни песни оказали влияние върху Малмстийн.

## Състав
- Ингви Малмстийн – витари, бас, ситар, вокал
- Джо Лин Търнър – вокал
- Марк Боулс – вокал
- Джеф Скот Сото – вокал
- Марсел Якоб – бас
- Йенс Юхансон – клавишни
- Матс Олаусон – клавишни
- Дейвид Розентал – клавишни
- Андреш Юхансон – барабани

|  | Тази страница частично или изцяло представлява превод на страницата Inspiration (Yngwie Malmsteen album) в Уикипедия на английски. Оригиналният текст, както и този превод, са защитени от Лиценза „Криейтив Комънс – Признание – Споделяне на споделеното“, а за съдържание, създадено преди юни 2009 година – от Лиценза за свободна документация на ГНУ. Прегледайте историята на редакциите на оригиналната страница, както и на преводната страница, за да видите списъка на съавторите. ВАЖНО: Този шаблон се отнася единствено до авторските права върху съдържанието на статията. Добавянето му не отменя изискването да се посочват конкретни източници на твърденията, които да бъдат благонадеждни. |